# TAV Construction
TAV Construction, vollständig TAV Tepe Akfen Yatırım İnşaat ve İşletme A.Ş. (TAV Tepe Akfen Investment Construction and Operation JSC), mit Sitz in Istanbul ist ein türkischer Baukonzern, der ursprünglich 1997 als Tepe Akfen Ventures (TAV) als ein Joint Venture der Tepe Construction (Tepe İnşaat Sanayi A.S.) und der Akfen Construction (Akfen İnşaat Turizm ve Ticaret A.S.) zum Bau des Flughafens Istanbul-Atatürk entstanden ist. Nach Fertigstellung des Flughafens, wurde der Bereich Bau 2003 als eigenständiges Unternehmen ausgegliedert und tritt seitdem international als TAV Construction auf.

## Aktivitäten
TAV Construction hat sich lange auf Neubauprojekte im Flughafenbereich spezialisiert, tritt heute aber als allgemeiner Baukonzern mit Bauprojekten in der Türkei, aber auch im gesamten arabischen Raum (Ägypten, Katar, Vereinigte Arabische Emirate, Tunesien, Libyen und Bahrain). Es ergibt sich ein Projektvolumen von über 10 Milliarden US-Dollar (2010).
Die Schwestergesellschaft TAV Airports Holding betreibt den Flughafen Istanbul-Atatürk und eine Reihe anderer Flughäfen und ist seit 2007 an der Börse in Istanbul notiert.

## Gesellschafterverhältnisse
Am 12. März 2012 wurde bekannt, dass der französische Flughafenbetreiber ADP insgesamt 38 % der TAV Airports Holding für US$ 874 Mio. übernommen hat (mit einer Bewertung des Unternehmens von US$ 2,3 Mrd.); gleichzeitig übernimmt ADP 49 % von TAV Construction für US$ 49 Mio. Die bisherigen Mehrheitseigner bleiben mit insgesamt 18 % bei TAV Airports und 51 % bei TAV Construction beteiligt.